# Мост Христа Искупителя
Мост Христа Искупителя — мост через реку Гвадалквивир в городе Севилье.

## История

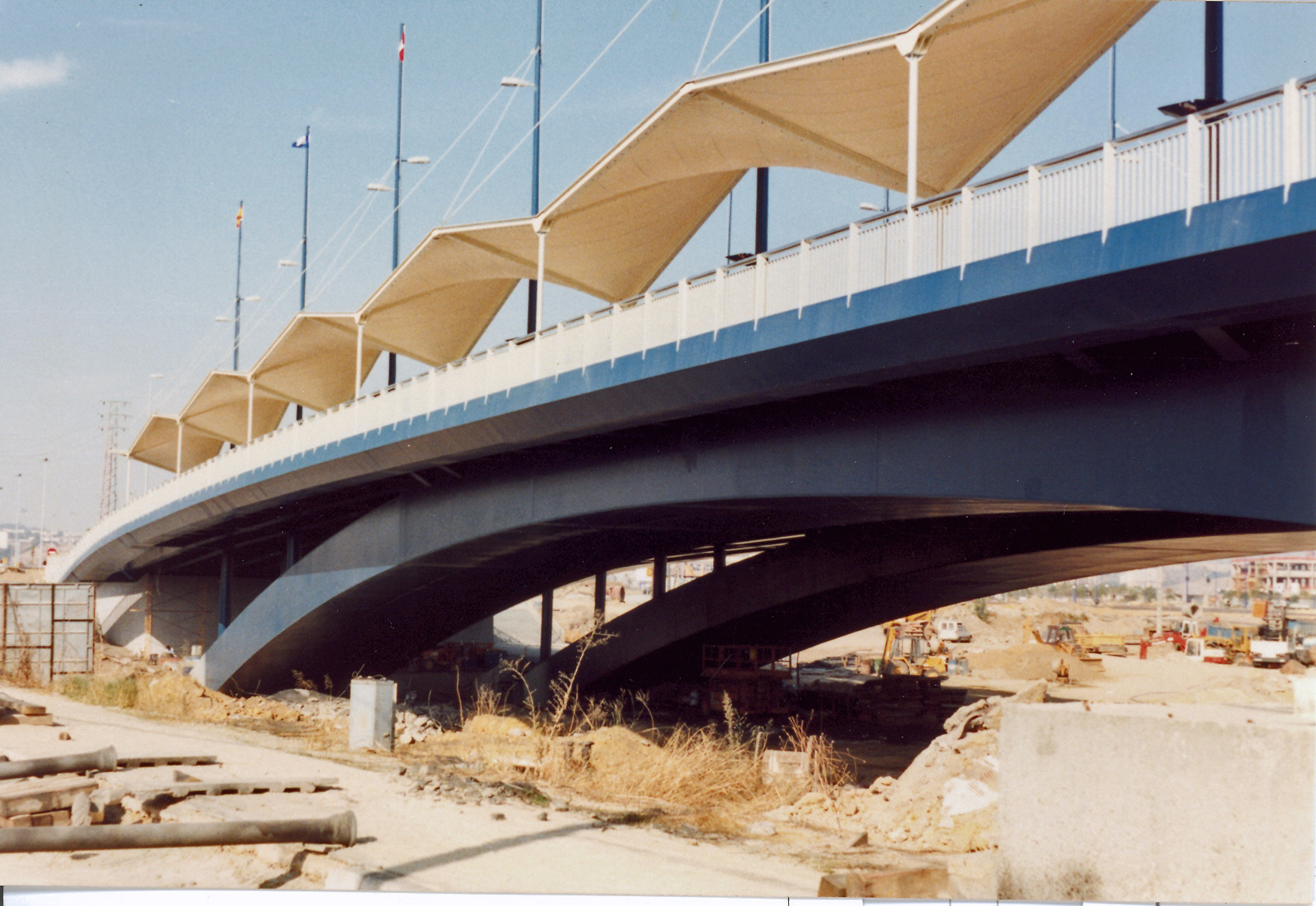
Мост во время строительства

В 1991 году район Чапина был выселен, что означало ликвидацию высушенного русла реки Гвадалквивир в этом районе города. В дальнейшем было построено более 4-х километров нового канала. Поэтому для связи территорий было решено построить новый мост. Строительство моста велось в тот момент, когда по руслу нового канала ещё не была пущена вода и плотина ещё действовала.
Название моста происходит от расположенной рядом Часовни Патронико, церкви, из которой совершает шествие братство Христа Искупителя в Страстную неделю. Пешеходные переходы вдоль моста накрыты белыми навесами, которые поддерживаются мачтами и оберегают пешеходов от прямых солнечных лучей. Также известен как мост Чапина.

## Характеристика
Мост является пятым через реку Гвадалквивир, если считать с севера города. Он расположен в районе Чапина.
Стальная конструкция с двумя редуцированными арками, которая поддерживает полотно длиной 223 метра и шириной 30,5 метров, спроектированный Хосе Луисом Мансанаресом, вдохновленный конструкцией моста Александра III в Париже.